# Ch'o-do
Ch'o-do är en ö i Nordkorea.   Den ligger i provinsen Södra Hwanghae, i den sydvästra delen av landet, 100 km sydväst om huvudstaden Pyongyang. Arean är 34 kvadratkilometer.
Terrängen på Ch'o-do är lite kuperad. Öns högsta punkt är 327 meter över havet. Den sträcker sig 7,5 kilometer i nord-sydlig riktning, och 11,7 kilometer i öst-västlig riktning.